# Amar fue su pecado
Amar fue su pecado es una telenovela mexicana que se transmitió por el Canal 4 de Telesistema Mexicano de Televisa en 1960. Dirigida por Rafael Banquells y protagonizada por Beatriz Aguirre.

## Argumento
Esta es una historia de una mujer que se casó con un hombre con amnesia.

## Elenco
- Beatriz Aguirre
- Magda Guzmán
- Ramón Gay
- Javier Guerrero
- Consuelo Guerrero de Luna
- Graciela Döring
- Francisco Jambrina
- Enrique del Castillo
- Roberto Araya
- Milagros de Real
- Tere Mondragón
- José Baviera

## Producción
- Colgate Palmolive de México
- Historia Original: Mimi Bechelani
- Director: Rafael Banquells
- Productor Ejecutivo/Director de cámaras: Leopoldo Labra

## Datos a resaltar
- Única telenovela que hizo el actor Ramón Gay meses antes de su trágica muerte.
- La telenovela está grabada en blanco y negro.
- Está bajo la producción de Telesistema Mexicano S.A.

## Versiones
- Amar fue su pecado está basada en la película del mismo nombre realizada en México en 1951, dirigida por Rogelio A. González y protagonizada por Elsa Aguirre y Alma Rosa Aguirre.

- Datos: Q5671818